# Депортация немцев из Чехословакии

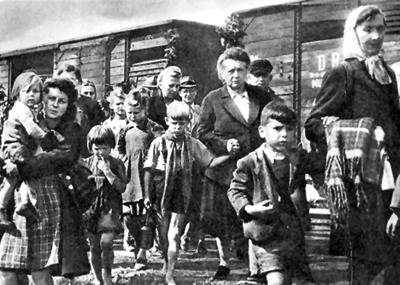
Эшелон с немецкими беженцами из Чехии, 1945

Депортация немцев из Чехословакии — процесс насильственного выселения этнического немецкого меньшинства в Чехословакии после Второй мировой войны. Начался практически сразу после освобождения Чехословакии от немецкой оккупации и был закреплён тремя из декретов Бенеша, принятыми при поддержке союзных держав антигитлеровской коалиции в июне-октябре 1945 года, которыми немцы лишались чехословацкого гражданства, а их имущество конфисковывалось. В отношении тех, кто остался жить на прежнем месте, стала проводиться политика «чехословакизации». Акты насилия против мирного населения, которыми сопровождалось выселение, и его последствия, до сих пор являются дискутируемой темой в Чехии, Германии и Австрии, а также в отношениях между ними.

## Предыстория
В межвоенной Первой Чехословацкой республике значительный политический и культурный вес имело немецкое меньшинство (с 1930-х годов ко всем немцам Чехословакии стало применяться название судетские немцы по имени горной Судетской области, где доля немцев была примерно 80-90 %, хотя чехословацкие немцы жили отнюдь не только там). Наиболее крупной и влиятельной немецкой партией была Судетская немецкая партия Конрада Генлейна, сотрудничавшая с Германией и как минимум с начала 1938 года выступавшая как «пятая колонна» Третьего рейха. В 1938 году по Мюнхенскому соглашению Судетская область была присоединена к Германии. В марте 1939 года прекратила существование Чехословакия; чешские и моравские области стали протекторатом Германии, Словакия стала независимой во главе с профашистским режимом, часть словацкой территории с преобладающим венгерским населением вошла в состав Венгрии. Всё это время правительство Чехословакии во главе с Бенешем находилось в эмиграции в Лондоне и со времени начала Второй мировой войны стало считаться союзными державами законным правительством в изгнании.

## Убийства и дискриминации немцев после освобождения Чехословакии
…9 мая у меня было полно забот до глубокой ночи, а утром 10-го я выехал в Прагу. Дорога, по которой я ехал, была забита до отказа. По ней двигалось как бы три не смешивающихся между собой потока. Первый, самый большой, колонна военнопленных из группировки Шёрнера. Голова её уже подходила к Дрездену, а хвост был ещё около Праги. Второй составляли выдворяемые чехами из пределов Чехословакии судетские немцы. А третий огромный поток состоял из тех, кто возвращался из фашистских концлагерей, которых в этом районе было много…
2 августа 1945 года президент Чехословакии Эдвард Бенеш подписал декрет, лишавший чехословацкого гражданства большинство лиц немецкой и венгерской национальностей, постоянно проживавших на территории Чехословацкой республики: «Граждане Чехословакии немецкой или венгерской национальности, которые [ранее] получили по распоряжению оккупационных властей немецкое или венгерское гражданство, в день получения такого гражданства утратили право на гражданство Чехословакии». Декрет не учитывал того, что при разделе чехословацкой территории после Мюнхенского соглашения 1938 года смена гражданства — за небольшими исключениями — была автоматической. Впрочем, президент Бенеш и его правительство и не собирались вникать в юридические тонкости. Политическое решение они приняли ещё до того, как чешские и словацкие земли были освобождены от нацистской оккупации.
Это решение Эдвард Бенеш сформулировал вскоре после возвращения на родину — вот фрагмент его выступления в Пльзене 15 июня 1945 года:
Наше правительство, сознавая, что означала измена немцев и венгров в 1938 году, решило очистить республику от этих предательских элементов. (Продолжительные аплодисменты). Это большая задача. Мы не можем решать её сами, мы должны договориться об этом с Советским Союзом, Великобританией и Соединенными Штатами. Но я не сомневаюсь… (аплодисменты) я не сомневаюсь, что это соглашение будет достигнуто.
Весной — летом 1945 года к немцам Чехословакии применялись следующие дискриминационные меры:
- они были обязаны регулярно отмечаться в полиции, им запрещалось покидать своё место жительства,
- они были обязаны носить нашивки «N» — «немец» или повязку со свастикой,
- у них были конфискованы автомобили, мотоциклы и велосипеды,
- им запрещалось пользоваться общественным транспортом, посещать публичные места,
- им запрещалось ходить по тротуарам,
- им запрещалось иметь радио, телефон и использовать их,
- им запрещалось разговаривать в публичных местах по-немецки,
- они были обязаны посещать магазины только в определённое время,

и так далее.

## Принятие декретов Бенеша
Решение о выселении немцев из Чехословакии получило поддержку союзников на Потсдамской конференции в июле 1945 года.
Согласно декрету Бенеша о лишении гражданства от 2 августа 1945 года, «граждане Чехословакии немецкой или венгерской национальности, которые (ранее) получили по распоряжению оккупационных властей немецкое или венгерское гражданство, в день получения такого гражданства утратили право на гражданство Чехословакии». Фактически, это условие относилось к подавляющему большинству немцев и венгров Чехословакии, в частности, ко всем немцам Судет (которые в 1938—1945 годах были гражданами Германского рейха и жили на его территории). При этом, не брался во внимание тот факт, что немецкое и венгерское гражданство за редким исключением предоставлялось жителям оккупированных территорий автоматически.
Другим декретом было конфисковано имущество немцев, венгров и так называемых «врагов чешского и словацкого народов».

## Результат депортации
В 1945—1946 годах из Чехословакии было депортировано более 3 миллионов человек.
Несмотря на распоряжения Бенеша, согласно которым «перемещение немецкого населения, разумеется, должно производиться ненасильственно и не по-нацистски» (речь ко Временному национальному собранию 28 октября 1945 года), депортация сопровождалась многочисленными убийствами и издевательствами над мирным населением.
Во время депортации погибло 18 816 немцев, из них 5596 убито, 3411 совершило самоубийство (по утверждению официальных источников), 6615 умерло в концентрационных лагерях, 1481 погиб при транспортировке, 705 сразу после транспортировки, 629 во время побега и 379 по неизвестным причинам. Множество было искалечено в результате издевательств или изнасиловано.

## Наиболее известные массовые казни немецкого населения
- Брюннский марш смерти: по официальным чешским данным погиб 1691 человек[7], немецкая сторона говорит о 4—8 тыс. погибших (исследования 1990-х годов говорят о 5,2 тыс. жертв)[8].
- Концлагерь город Постолопрты, 763 убитых.
- Doupov[чеш.], 24 убитых.
- Tocov[чеш.], 32 убитых.
- Подборжаны, 68 убитых.
- Депортация немцев из Хомутова: 12 погибших от пыток, позднее в «марше смерти» погибло 70 человек, в концлагере Скларна (чеш. Sklárna) было убито ещё 40 человек; всего погибло 140 немцев.
- Устицкий расстрел: чешские источники говорят о 80—100 убитых, немецкие историки говорят о 220 погибших.
- Пршеровский расстрел (Горни Моштенице у Пршерова), убито 265 немцев: 71 мужчина, 120 женщин и 74 ребёнка (самому младшему было 8 месяцев).
- Домажлице, убито около 200 человек.

## Современность

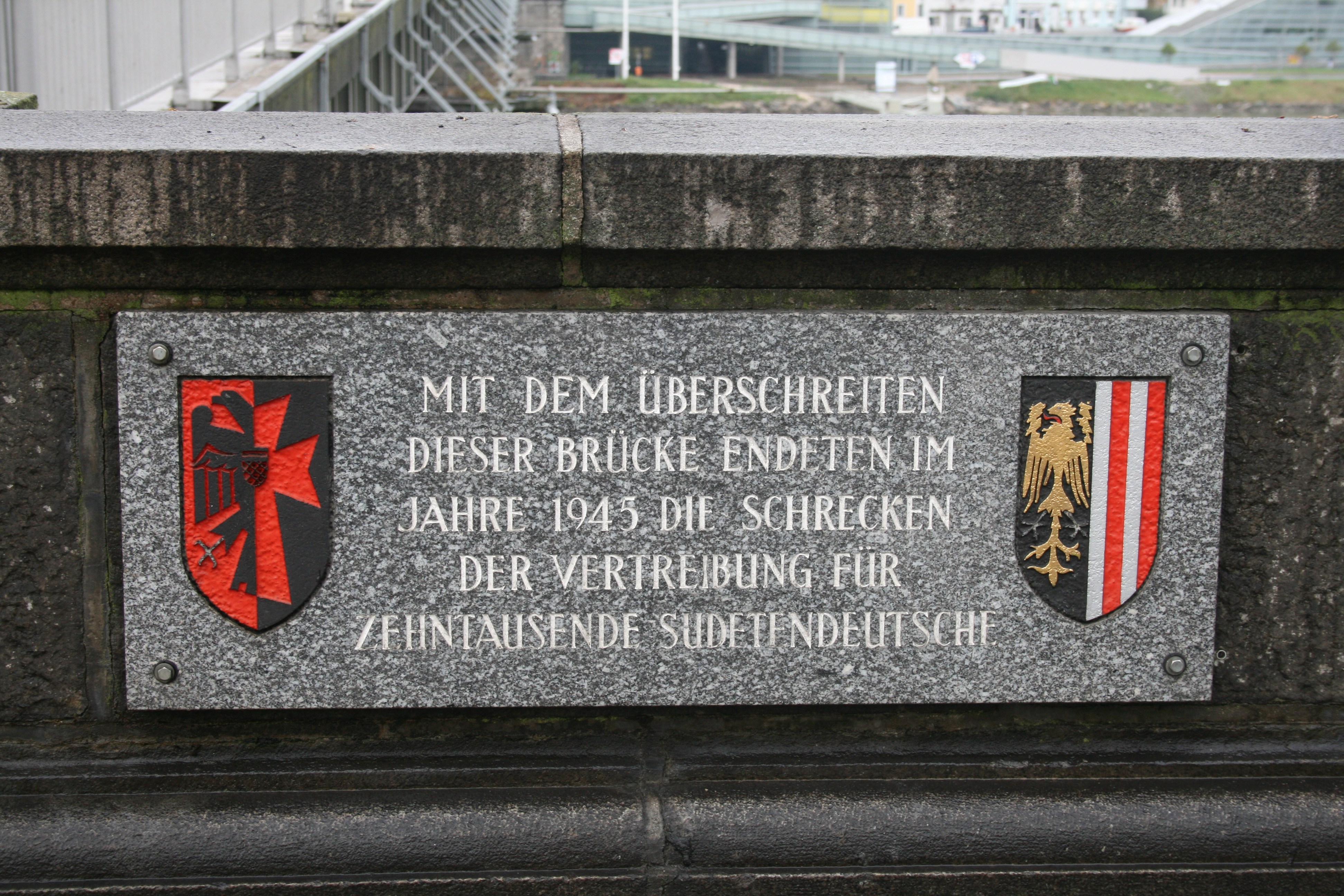
Памятная доска на предмостном укреплении моста Нибелунгов в г. Линц, посвящённая памяти изгнания судетских немцев в 1945 году; открыта 28 сентября 1985 года землячеством судетских немцев Верхней Австрии. 4 ноября 2009 года

Тема долгое время была табуирована в Чехии, но в настоящее время вновь обсуждается, в том числе и в чешско-австрийских и чешско-германских отношениях. О жестокостях при выселении немцев высказывался ряд известных чешских политиков. Была подписана чешско-немецкая декларация об осуждении чешской стороной актов насилия при выселении немцев.
Весной 1999 года премьер-министр Чехии Милош Земан во время переговоров с канцлером Германии Герхардом Шрёдером назвал декреты Бенеша «потухшими». В феврале 2002 года канцлер Австрии Вольфганг Шюссель заявил, что декреты Бенеша являются «мёртвыми», и призвал оба государства принять об этом новую совместную декларацию, однако председатель палаты депутатов (будущий президент Чехии) Вацлав Клаус назвал это требование нереальным, сославшись на ранее подписанную декларацию об осуждении жестокостей депортации как на окончательную. Затем тот же Земан назвал судетских немцев «предателями Родины» и «гитлеровским легионом», что осудили министр иностранных дел Германии Йошка Фишер и министр-президент Баварии Эдмунд Штойбер.
Организации судетских немцев Австрии требуют возвращения конфискованного по декретам Бенеша имущества, которое оценивают в 260 миллиардов евро по современному курсу.

### Декларация о примирении
19 мая 2015 депутаты Брно в рамках 70-летия окончания второй мировой войны приняли «Декларацию о примирении и общем будущем». За принятие декларации голосовали депутаты ANO, КДУ-ЧСЛ, партия Зелёных и шесть представителей группы Žít Brno. К коалиции также присоединились оппозиционный ТОП 09. Партии ODS и ČSSD не голосовали, четверо представителей коммунистической партии голосовали против. Против высказались и гетман и заместитель гетмана Южноморавского края. Декларация вызвала значительный интерес со стороны общественности Германии и Австрии.

Город Брно искренне сожалеет о событиях 30 мая 1945 и последующих дней, когда тысячи людей были вынуждены покинуть город на основании принципа коллективной вины или используемого языка. Понимаем, какие последовали людские трагедии и культурные и общественные жертвы. Выражаем надежду, что осознание исторических событий и их последствий помогут предотвратить подобные события в Брно в будущем, и что события мая 1945 сохранятся в памяти как печальные события. Выражаем также пожелание, чтобы все прошлые обиды могли быть прощены...
Оригинальный текст (чешск.)Město Brno upřímně lituje událostí z 30. května 1945 a dní následujících, kdy byly přinuceny k odchodu z města tisíce lidí na základě uplatnění principu kolektivní viny či užívaného jazyka. Uvědomujeme si, k jakým lidským tragédiím i kulturním a společenským ztrátám tehdy došlo. Vyjadřujeme naději, že na základě znalosti historických událostí a jejich důsledků už nebude možné, aby se v Brně podobné věci opakovaly, a že události z května roku 1945 udržíme v paměti jako neblahé memento. Vyjadřujeme také přání, aby všechny minulé křivdy mohly být odpuštěny a abychom se nezatíženi minulostí a ve vzájemné spolupráci obraceli ke společné budoucnosti.